# Titularbistum Phoenice
Phoenice (ital.: Fenice) ist ein Titularbistum der römisch-katholischen Kirche. 
Es geht zurück auf einen untergegangenen Bischofssitz im griechischen Ort Phoinike in Epirus. Der Bischof von Phoenice war dem Metropoliten der Kirchenprovinz Nicopolis als Suffraganbischof unterstellt.
| Titularbischöfe von Phoenice |                        |                                                        |                  |                   |
| Nr.                          | Name                   | Amt                                                    | von              | bis               |
| 1                            | Laurence Gillooly CM   | Koadjutorbischof von Elphin (Irland)                   | 29. Februar 1856 | 1. Dezember 1858  |
| 2                            | Charles Leo Nelligan   | Bischof des Kanadischen Militärordinariats (Kanada)    | 19. Mai 1945     | 16. November 1970 |
| 3                            | Giovanni Peragine CRSP | Apostolischer Administrator von Südalbanien (Albanien) | 15. Juni 2017    | 20. Mai 2024      |